# Takilman
Takilman (Takelman), jezična porodica iz Oregona, obuhvaća jezike indijanskih plemena Takelma i Latgawa s rijeke Rogue. Ostatci plemena završili su na rezervatu Siletz, gdje ih 1884. Dorsey pronalazi tek 27. 
Porodica Takilman dio je velike porodice penutskih Penutian jezika. Jezik: Takelma [tkm].

## Vanjske poveznice
- Ethnologue (14th)
- Ethnologue (15th)
- Takilman Family
- Takelma  Arhivirana inačica izvorne stranice od 20. lipnja 2006. (Wayback Machine)